# 74 (tal)
74 (sjuttiofyra) är det naturliga talet som följer 73 och som följs av 75.
- Hexadecimala talsystemet: 4A
- Binärt: 1001010
- Delbarhet: 1, 2, 37 och 74
- har primfaktoriseringen 2 och 37
- Summan av delarna: 114

## Inom matematiken
- 74 är ett jämnt tal.
- 74 är ett semiprimtal
- 74 är ett extraordinärt tal.
- 74 är ett kvadratfritt tal.
- 74 är ett palindromtal i det senära talsystemet.
- 74 är ett palindromtal i det hexatrigesimala talsystemet.

## Inom vetenskapen
- Volfram, atomnummer 74
- 74 Galatea, en asteroid
- M74, spiralgalax i Fiskarna, Messiers katalog